# Aa colombiana
Aa colombiana је врста из рода орхидеја Aa из породице Orchidaceae.